# Kanstantowa
Kanstantowa (biał. Канстантова; ros. Константово; hist Konstantów) – wieś na Białorusi, w rejonie sieneńskim obwodu witebskiego, około 21 km na wschód od Sienna.

## Historia
Po I rozbiorze Polski w 1772 roku Konstantów, wcześniej należący do województwa witebskiego Rzeczypospolitej, znalazł się na terenie powiatu orszańskiego guberni witebskiej Imperium Rosyjskiego. 
Historia majątku jest znana jedynie z przekazu rodzinnego ostatnich właścicieli. Przed 1840 rokiem dobra te należały do rodziny Sanguszków, którzy rozsprzedawali poszczególne folwarki między szlachtę. Wieś i dobra Konstantów nabył Mieczysław Świętorzecki (1814–1862). Wdowa po Mieczysławie, Olimpia z domu Oskierka, i ich córka Józefa, za wsparcie Michała Oskierki, komisarza powstańczego województw: mohylewskiego i mińskiego w czasie powstania styczniowego, zostały zesłane na Sybir, do guberni permskiej. Tam Józefa poznała i wyszła za innego zesłańca, Joachima Obiezierskiego. Po jednej z amnestii, oboje dostali pozwolenie na powrót do Warszawy. Po latach Konstantów został odzyskany z sekwestru przez Olimpię i przekazany przez nią córce i wnukowi, Michałowi Obiezierskiemu, który był ostatnim właścicielem Konstantowa.
Po ustabilizowaniu się granicy polsko-radzieckiej w 1921 roku Konstantów znalazł się na terenie ZSRR. Od 1991 roku znajduje się na terenie Republiki Białorusi.

## Dawny dwór
Kilka lat po nabyciu dóbr Mieczysław Świętorzecki zbudował w Konstanowie duży, drewniany, parterowy dwór na wysokiej podmurówce, na planie wydłużonego prostokąta, kryty czterospadowym dachem gontowym. Od frontu w centralnej części domu był głęboki ganek z daszkiem wspartym na dwóch parach filarów. Od strony ogrodu na obu skrajach dobudowano pod kątem prostym skrzydła. We wnętrzu było w sumie ponad 20 pomieszczeń różnej wielkości, rozmieszczonych w układzie dwutraktowym. Dom ostatecznie urządzono dopiero pod koniec XIX wieku, po odzyskaniu majątku. 
Od tyłu otaczający dwór ogród gwałtownie opadał ku jezioru. Większego parku wokół dworu nie było.
Wszystkie zabudowania majątku zostały zniszczone po rewolucji październikowej.
Majątek w Konstantowie jest opisany w 1. tomie Dziejów rezydencji na dawnych kresach Rzeczypospolitej Romana Aftanazego.